# Gliboki
Potok  Gliboki (u prošlosti se spominje naziv kao istoimeni posjed Rasinja) izvire u Kalničkom gorju između sela Apatovec i Ludbreški Ivanac. Tekući 50-ak km u smjeru od zapada prema istoku utiče kod naselja Komatnica u protočni rukavac rijeke Drave, točnije Staru Dravu. Potok Gliboki je u mnogočemu sličan obližnjem potoku Koprivnica (Bistra) a i izvori su im vrlo blizu. 

## Opis
Gliboki, od izvora do ušća, teče kroz/pokraj naselja Ludbreški Ivanac, Veliki Poganac, Veliki Grabičani, Prkos, Rasinja, Grbaševec, Pustakovec, Torčec. Drnje, Sigetec i Komatnica. Od izvora do akumulacijskog jezera Rasinja, potok ima svoj prirodni tijek a nadalje je zbog smanjenja mogućnosti poplava prirodno korito prokopano i poravnano, pa je dno, osim manje šljunkovito, zemljano i mjestimično muljevito. Zato je voda mutnija i nešto više obrasla vodenim biljem, travom krocanj, trskom, šašom a mjestimično ima i lopoča. Akumulacijsko jezero, površine ≈ 30 ha, nastalo je 1984. g. izgradnjom brane na potoku Gliboki zbog potreba za vodom okolnih ribnjaka u sušnom periodu. Kod Komatnice, glavni tok, matica rijeke Drave i protočni rukavac okružuju riječni otok Vrbik koji je obrastao visokim (većinom topola i vrba) i niskim (trska, rogoz, šaš i šikara) raslinjem. Uz potok i na njemu se nalaze prokopani kanali s ostacima nekadašnjih mlinova i brana. Na nekim kartama je greškom pokraj naselja Torčec lijevi najveći pritok potoka Gliboki, potok Segovina, prikazan kao Gliboki.

#### Pritoci
Potok Gliboki ima nekoliko manjih pritoka od kojih su neki nepresušni. Oko 1 km prije Torčeca i pokraj jezera Vidak (Vidak)  u potok Gliboki utiče s lijeve strane najveći Segovina s pridruženim manjim rukavcom Drave i s pritokom potočić Brezovec – pokraj naselja Gorica. Neposredno prije naselja Torčec s desne strane s obronka Bilogore utiče potočić Vratnec s otpadnim pritokom Bikeš (kanal), (prije Smrdeći kanal), industrijske zone grada Koprivnica i kanalima Jalševec i Turekovim potočićom. Vratnec ljeti više skoro da i nema vode u donjem toku. Uglavnom skoro svi ti mali potočići (Grabulin - pokraj naselja Ludbreški Ivanac, Ciganski – pokraj naselja Veliki Grabičani, Medenjak – pokraj naselja Prkos, Crna rijeka – pokraj naselja Rasinja) dolaze s obronaka Kalnika. U nepresušnim pritocima, kao i u gornjem dijelu potoka Gliboki, živi potočni rak. Imena ovih potočića su iz starih i novih mapa a neka su lokalna. 

#### Ribolov
U Gliboki potoku, za skoro sve vrste sportskog ribolova, ima dovoljno ribljih vrsta koje mogu doći iz akumulacijskog jezera u općini i naselju Rasinja ili iz rijeke Drave. U gornjem dijelu još nedugo, neprovjereno, bilo je i potočne pastrve? Moglo bi se reći da je matična riba klenić a uz njega u srednjem dijelu (od naselja Grbaševac, preko slapa pokraj Pustakovca, pa do Drnja) ima još nekih ribljih vrsta: štuka, obični grgeč, babuška, crvenperka, žutooka-bodorka, bjelica-uklija, bezribica, gavčica, krkuša i unesene-alohtone invazivne vrste patuljasti som-američki som i sunčanica. U donjem dijelu potoka (nizvodno od Drnja pa do ušća), bliže rijeci Dravi, ima i plemenite i druge ribe: som, šaran (divlji/vretenasti), linjak, klen, deverika, bolen, mrena, podust, plotica, manjić, nosonja i druge. Uz potok su brojna prirodna i umjetna jezerca i bare u kojima također ima raznih ribljih vrsta. Najviše plemenitih ribljih vrsta ima u akumulacijskom jezeru Rasinja.  
Na žalost, zbog klimatskih a najviše kojekakvih drugih razloga izazvanih djelovanjem čovjeka, zadnjih godina potok Gliboki je sve više zagađen, a u srednjem dijelu u ljetnim mjesecima protok vode je često nekoliko puta manji od uobičajenog.

#### Spomenik prirode
Pokraj općine i naselja Đelekovec, uz potok i okružen šumom, nalazi se spomenik prirode, zoološki lokalitet Livade u Zovju, jedno od dva preostala staništa leptira Zagasiti Plavac u Europi.

## Galerija
- Gliboki potok
- Gliboki potok